# Japan Ice Hockey League 1984/85
Die Saison 1984/85 war die 19. Spielzeit der Japan Ice Hockey League, der höchsten japanischen Eishockeyspielklasse. Meister wurden zum insgesamt achten Mal in der Vereinsgeschichte die Ōji Eagles. Topscorer mit 57 Punkten wurde Yoshio Hoshino vom Kokudo Ice Hockey Club.

## Modus
In der Regulären Saison absolvierte jede der sechs Mannschaften insgesamt 30 Spiele. Der Erstplatzierte nach der Regulären Saison wurde Meister. Für einen Sieg erhielt jede Mannschaft zwei Punkte, bei einem Unentschieden einen Punkt und bei einer Niederlage null Punkte.

## Reguläre Saison

### Tabelle
|    | Team                                | GP | W  | L  | T | GF  | GA  | Pts |
| -- | ----------------------------------- | -- | -- | -- | - | --- | --- | --- |
| 1. | Ōji Eagles                          | 30 | 24 | 3  | 3 | 187 | 82  | 51  |
| 2. | Snow Brand Ice Hockey Club          | 30 | 16 | 8  | 6 | 124 | 91  | 38  |
| 3. | Seibu Prince Rabbits                | 30 | 12 | 12 | 6 | 115 | 120 | 30  |
| 4. | Kokudo Ice Hockey Club              | 30 | 13 | 13 | 4 | 130 | 113 | 30  |
| 5. | Jūjō Papaer Kushiro Ice Hockey Club | 30 | 7  | 20 | 3 | 88  | 165 | 17  |
| 6. | Furukawa Ice Hockey Club            | 30 | 6  | 22 | 2 | 85  | 158 | 14  |

GP = Spiele, W = Siege, L = Niederlagen, T = Unentschieden

### Topscorer
Abkürzungen: T = Tore, A = Assists, P = Punkte
|     | Spieler             | Team       | T  | A  | P  |
| --- | ------------------- | ---------- | -- | -- | -- |
| 1.  | Yoshio Hoshino      | Kokudo     | 22 | 35 | 57 |
| 2.  | Kazumi Unjo         | Kokudo     | 19 | 25 | 44 |
| 3.  | Masatoshi Kodate    | Ōji        | 26 | 17 | 43 |
| 3.  | Sadaki Honma        | Ōji        | 24 | 19 | 43 |
| 5.  | Yuji Iwamoto        | Snow Brand | 21 | 21 | 42 |
| 6.  | Yoshitaka Kano      | Ōji        | 21 | 19 | 40 |
| 6.  | Keiji Takahashi     | Ōji        | 21 | 19 | 40 |
| 6.  | Tsuyoshi Azuma      | Ōji        | 17 | 23 | 40 |
| 9.  | Kenji Tanaka        | Snow Brand | 17 | 21 | 38 |
| 10. | Katsutoshi Kawamura | Seibu      | 18 | 19 | 37 |

## Auszeichnungen
- Most Valuable Player – Masatoshi Kodate, Ōji Eagles
- Rookie of the Year – Fumihiko Kajikawa, Kokudo Ice Hockey Club

## All-Star-Team
| Tor          | Masahiko Nakazato (Ōji) | Masahiko Nakazato (Ōji) | Masahiko Nakazato (Ōji) | Masahiko Nakazato (Ōji)      | Masahiko Nakazato (Ōji)      | Masahiko Nakazato (Ōji)      |
| Verteidigung | Koji Wakasa (Ōji)       | Koji Wakasa (Ōji)       | Koji Wakasa (Ōji)       | Kazuma Tonozaki (Snow Brand) | Kazuma Tonozaki (Snow Brand) | Kazuma Tonozaki (Snow Brand) |
| Sturm        | Masatoshi Kodate (Ōji)  | Masatoshi Kodate (Ōji)  | Sadaki Honma (Ōji)      | Sadaki Honma (Ōji)           | Yoshio Hoshino (Kokudo)      | Yoshio Hoshino (Kokudo)      |